# 冨田信之
冨田 信之（とみた のぶゆき、1938年 - ）は、日本のロケット工学者。東京都市大学名誉教授。
樺太出身。1960年東京大学工学部航空学科卒業、新三菱重工業（現三菱重工業）勤務。1994年「ロケットの大気中フライトのダイナミクスに関する研究」で東京工業大学工学博士。1995年武蔵工業大学（のち東京都市大学）教授。2005年定年、名誉教授。

## 著書
- 『宇宙システム入門 ロケット・人工衛星の運動』東京大学出版会 1993
- 『宇宙をめざす ロケット技術者からみた宇宙開発』ポプラ社 10代の教養図書館 1995
- 『ロシア宇宙開発史 気球からヴォストークまで』東京大学出版会 2012
- 『セルゲイ・コロリョフ ロシア宇宙開発の巨星の生涯』日本ロケット協会、2014年

### 共著
- 『ロケット工学基礎講義』前田則一,長谷川恵一,幸節雄二,鬼頭克巳共著 コロナ社 2001
- 『宇宙ステーション入門』狼嘉彰,中須賀真一,松永三郎共著 東京大学出版会 2002
- 『エンジニアのためのベクトル解析』大上浩,渡邉力夫共著 コロナ社 2008

### 翻訳
- ボリス・エフセエヴィチ・チェルトク『ロシアのロケット野郎達 ソビエト宇宙開発秘史』菊次厚子共訳 松香堂 ロケットに魅せられた人々 第1巻　2000